# 寝屋川市立和光小学校
寝屋川市立和光小学校（ねやがわしりつ わこうしょうがっこう）は、大阪府寝屋川市黒原橘町にある公立小学校。地域の児童数の急増により、1973年（昭和48年）に寝屋川市立神田小学校、寝屋川市立啓明小学校より分離開校した。

## 沿革
- 1973年4月1日 - 寝屋川市立神田小学校、寝屋川市立啓明小学校より分離開校。

## 通学区域
- 寝屋川市 黒原橘町、黒原城内町、黒原新町、御幸西町、御幸東町。
- 寝屋川市 上神田二丁目の一部、高柳五丁目の一部。

卒業生は寝屋川市立第五中学校へ進学する。

## 交通
- 京阪本線 萱島駅 北西へ約1.2km。